# Trá Mhór
Trá Mhór (engelska: Tramore) är en ort i republiken Irland.   Den ligger i grevskapet Waterford och provinsen Munster, i den sydöstra delen av landet, 140 km söder om huvudstaden Dublin. Trá Mhór ligger 43 meter över havet och antalet invånare är 9 164.
Terrängen runt Trá Mhór är platt. Havet är nära Trá Mhór söderut.  Närmaste större samhälle är Waterford, 11,0 km norr om Trá Mhór. Trakten runt Trá Mhór består i huvudsak av gräsmarker.